# Pilar Lage Bobadilla
Pilar Lage Bobadilla, mujer española que participó militarmente en la defensa de la II República, destinada al Batallón de Transmisiones del IV Cuerpo del Ejército del Ebro, por orden del Ministerio de Defensa.

## Biografía
No se sabe con certeza ni el lugar ni la fecha de nacimiento de Pilar Lage, aunque existen indicios de que debió nacer en Madrid en 1906, ya que la juventud de Pilar Lage se desenvuelve en Madrid durante los años 20.
Accedió a estudios secundarios obteniendo titulación en taquigrafía y mecanografía (quizás en una de las escuelas que la Asociación para la Enseñanza de la Mujer instaló en la calle San Mateo 5 de Madrid), trabajando tras los mismos cuando contaba con unos 16 años aproximadamente, para una agencia artística que era propiedad de Luis Corzana y José Perezoff, que se ubicaba en la calle Barco número 7 de Madrid.
Durante un tiempo trabajó para el Circo Bush Berlín, entró en contacto con agentes artísticos estadounidenses del Ringling Brothers Circus (fundado en 1884 en Baraboo, Wisconsin, por cinco de los siete hermanos Rungeling, y que en 1907 pasó a llamarse “Ringling Bros, y Barnum & Bailey, cuando compraron el circo Barnum & Bailey) , los cuales acabarían contratando a Pilar para que realizara su función en el circo.
La próxima noticia que se tiene de Pilar es que pasa a formar parte del Ejército republicano en 1936 y que permaneció en él hasta el final de la guerra civil española.
No se sabe en qué momento Pilar Lage pasó de las oficinas  a formar parte de las filas del ejército, pero se supone que debió ser alrededor de 1937, cuando Pilar Lage ya estaba casada con el fotógrafo José María Gancedo.
Llegó a desempeñar el rango de sargento en el Batallón de Transmisiones del V Cuerpo del Ejército del Ebro y participó en la ocupación de Ribarroja del Ebro y la Fatarella.
Tras la guerra civil emigró a América del Sur, llegando a finales de 1939 a Buenos Aires en el barco “Formosa”, junto con otros cincuenta inmigrados españoles. La mayoría de estos inmigrantes marcharon después a Chile.